# 土贤庄站
土贤庄站是位于河北省石家庄市长安区谈固街道的一个铁路车站，邮政编码050091。车站建于1940年，有石德铁路经过该站，车站及其上下行区间均已电气化。车站距离原石家庄站（今石家庄解放纪念馆）9公里，隶属北京铁路局，原为四等站，在石德铁路电气化改造工程中已撤销。车站原址在今北京铁路局衡水车务段土贤庄线路工区附近。